# Heosemys annandalii
La tartaruga del tempio a testa gialla (Heosemys annandalii Boulenger in Annandale & Robinson, 1903) è una rara specie di tartaruga della famiglia dei Geoemididi.

## Descrizione
È una specie che raggiunge notevoli dimensioni, con una lunghezza massima di 600 mm. Il carapace è marrone scuro o nero e il piastrone è giallo con una grande macchia nera su ogni scute, che con l'invecchiamento si ingrandiscono fino a fondersi creando un piastrone completamente nero. Caratteristiche sono le bande gialle che decorano la testa in contrasto con la colorazione di base nerastra. Le zampe sono grigio scuro dorsalmente e grigio più chiaro ventralmente. È una specie erbivora, si nutre di piante acquatiche e terrestri e di frutta caduta in acqua. La nidificazione avviene tra dicembre e gennaio, ciascuna femmina depone generalmente 4 uova allungate e una volta l'anno.

## Distribuzione e habitat
Distribuita in Cambogia, nel Laos, in Vietnam, Thailandia e Malaysia. È una specie che vive in campi allagati, foreste umide, paludi e fiumi a lento corso.

## Conservazione
È una specie in via d'estinzione a causa della raccolta a cui è sottoposta sia per le sue carni e le sue uova che per la medicina tradizionale ma anche per il commercio internazionale e per l'usanza di mantenere questa specie in laghetti nei templi buddhisti. Ulteriori fattori di minaccia sono dovuti alla perdita degli habitat fluviali, all'inquinamento e alla cattura anche se spesso accidentale nelle reti da pesca. È protetta da leggi nazionali ed inserita in Appendice II della CITES, ma il commercio illegale è molto diffuso.